# (1372) Haremari
(1372) Haremari – planetoida z pasa głównego asteroid okrążająca Słońce w ciągu 4 lat i 221 dni w średniej odległości 2,77 au. Została odkryta 31 sierpnia 1935 roku w Landessternwarte Heidelberg-Königstuhl w Heidelbergu przez Karla Reinmutha. Nazwa planetoidy została nadana na cześć wszystkich kobiet, które pracowały w Astronomisches Rechen-Institut: „Harem Ari”. Przed jej nadaniem planetoida nosiła oznaczenie tymczasowe (1372) 1935 QK.